# 北部軍 (イスラエル国防軍)
北部軍（ほくぶぐん、ヘブライ語: פִּקּוּד צָפוֹן、Pikud Tzafon、パツァン）は、イスラエル国防軍の方面軍の一つで、シリア、レバノンと接する北部国境付近の防衛を担当する。

## 歴史
1960年代から1970年代にかけて、北部軍はゴラン高原やレバノン国境、レバノン南部でシリア軍と何度も交戦した。
1973年の第四次中東戦争ではゴラン高原でシリア軍の戦車部隊との激戦を繰り広げ、戦車の残骸が多数残されたことからこの地が涙の谷とよばれることとなった。
70年代後半以降はレバノン南部に拠点を置いたPLOからの越境攻撃に晒され、また交戦した。
1982年のレバノン侵攻（ガリラヤの平和作戦）においては作戦の中心的役割を担い、レバノン南部からのPLOの追放に成功した。その後、新たにレバノン南部を拠点としたヒズボラがイスラエルへの攻勢を強め、現在にいたるまで北部軍との衝突、侵攻作戦などが繰り返される事態となっている。

## 編制

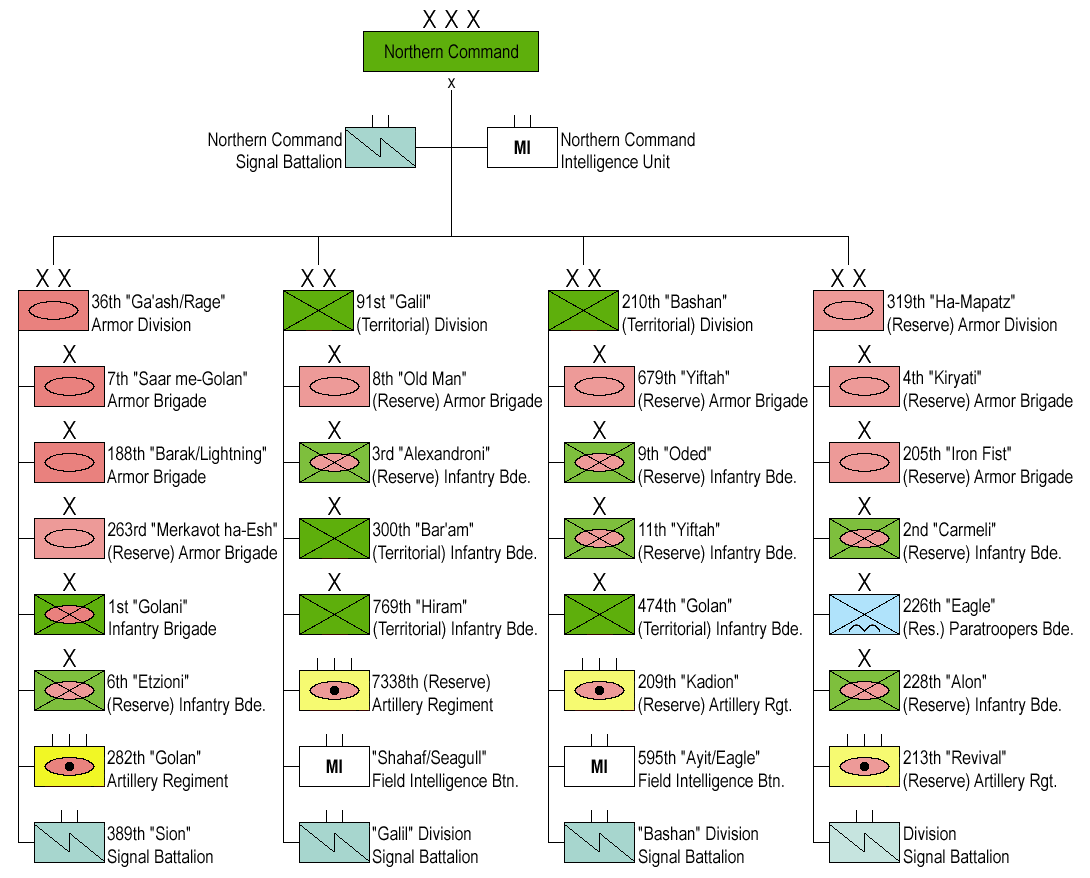
北部軍の編制図

- 第36"ガアシュ"機甲師団
  -  第1歩兵旅団 - "ゴラニ歩兵旅団"
  -  第7機甲旅団 - "サール・ミー・ゴラン機甲旅団" - メルカバ Mk.4 を装備。
  -  第188機甲旅団 - "バラク機甲旅団" - メルカバ Mk.3 を装備。
  -  第282砲兵連隊（ヘブライ語版） - "ゴラン砲兵連隊" - M109 155mm自走榴弾砲、M270 MLRSを装備。
  -  第6歩兵旅団 - "エツィオニ歩兵旅団" - 予備役
  -  第263機甲旅団（ヘブライ語版） - "チャリオット・オブ・ファイア機甲旅団" - 予備役

- 第91"ガリラヤ"歩兵師団（英語版）
  -  第300地域旅団（ヘブライ語版） - "バラム歩兵旅団"
  -  第769地域旅団（ヘブライ語版） - "ハイラム歩兵旅団"
  -  第3歩兵旅団 - "アレクサンドロニ歩兵旅団" - 予備役
  -  第8機甲旅団 - 予備役
  -  第7338砲兵連隊（ヘブライ語版） - 予備役
  -  第869野戦情報大隊 - "シャハフ野戦情報大隊" - 戦闘情報収集科に属する偵察部隊。レバノン方面を担当。
  -  第299独立歩兵大隊（英語版） - "ヘレヴ大隊" - イスラム教ドゥルーズ派の兵士により構成される歩兵大隊。2015年に解散となった。

- 第146"バング"機甲師団（英語版）
  -  第2歩兵旅団 - "カルメリ歩兵旅団" - 予備役
  -  第4機甲旅団 - "キルヤティ機甲旅団" - 予備役
  -  第226空挺旅団（ヘブライ語版） - "ネシェル空挺旅団" - 予備役
  -  第228歩兵旅団（ヘブライ語版） - "オーク歩兵旅団" - 予備役
  -  第200予備役機甲旅団（ヘブライ語版） - "アイアンフィスト機甲旅団" - 予備役
  -  第213砲兵連隊（ヘブライ語版） - "リバイバル砲兵連隊" - 予備役

- 第210"バシャン"地域師団（英語版） - 予備役。2013年までは南部軍に属し第366"ピラー・オブ・ファイア"機甲師団（英語版）と呼ばれていた。
  -  第474地域旅団（ヘブライ語版） - "ゴラン地域旅団"
  -  第810地域旅団（ヘブライ語版） - "ヘルモン地域旅団"
  -  第9歩兵旅団（英語版） - "オデッド歩兵旅団" - 予備役
  -  第434機甲旅団（ヘブライ語版） - "イフタハ機甲旅団" - 予備役
  -  第595野戦情報大隊 - "アヒト野戦情報大隊" - 戦闘情報収集科に属する偵察部隊。シリア方面を担当。
  -  第209砲兵連隊（ヘブライ語版） - "ジャベリン砲兵連隊" - 予備役